# Niederschönhagen
Niederschönhagen is een plaats in de Duitse gemeente Detmold, deelstaat Noordrijn-Westfalen, en telt 75 inwoners (2006).